# Tenure track
Dans le modèle universitaire anglosaxon, un tenure track (ou contrat de titularisation conditionnée) est un contrat de travail à durée déterminée spécifiant qu'après un certain nombre d'années, la personne employée pourra postuler pour obtenir un statut de titulaire (ou tenure). Ce modèle a été exporté notamment en France,,, et dans d'autres pays d'Europe : Suède, Italie, Danemark, Allemagne, Finlande, Hollande, Suisse, Belgique.